# Гвяздовски, Николоз
Николоз Гвяздовски (англ. Nickolos Gwiazdowski, род. 30 декабря 1992) — американский борец вольного стиля, призёр чемпионатов мира, победитель Панамериканских игр и Панамериканских чемпионатов. Призёр золотого Гран-при имени Ивана Ярыгина.

## Биография
Он стал 2-кратным чемпионом штата Нью-Йоркской государственной спортивной ассоциации средней школы II дивизиона представляя среднюю школу Дуанесбурга.
Ник получил всеамериканские награды как первокурсник Бингемтонского университета. Далее он перевелся в Университет штата Северная Каролина и провел сезон 2012-13 годов. 
Он дважды становился чемпионом США (2014 и 2015 г.) и один раз занял второе место (2016 году). Он проиграл свой последний матч возможному участнику Олимпийских игр Кайлу Снайдеру.
Гвяздовски квалифицировался на чемпионат мира по борьбе 2017 года в весовой категории 125 кг, выиграв командные испытания в США, где он был автоматическим финалистом, будучи чемпионом США. На чемпионате мира 2017 года он завоевал бронзовую медаль.
На Золотом Гран-при Ивана Ярыгина 2018 Ник проиграл Мурадину Кушхову из России в четвертьфинале, но продолжил борьбу и выиграл бронзовую медаль у Лхагвагереля Мунхтура из Монголии.
В 2018 году выиграл Панамериканский чемпионат в Лиме. В Будапеште стал второй раз подряд бронзовым призёром чемпионата мира.
В 2019 году выиграл Панамериканский чемпионат в Буэнос-Айресе и Панамериканские игры в Лиме.

На Панамериканском чемпионате 2022 года в Акапулько завоевал серебряную медаль.